# Niko Mindegía
Niko Mindegía Elizaga (Doneztebe/Santesteban, 1988. július 19.) spanyol válogatott kézilabdázó. Jelenleg a lengyel Wisła Płock játékosa. Posztját tekintve irányító.

## Sikerei,díjai
Portland San Antonio
- EHF-bajnokok ligája ezüstérmes (1): 2006
- EHF-kupagyőztesek Európa-kupája elődöntős (2): 2010, 2011

Naturhouse La Rioja
- Liga Asobal bronzérmes (1): 2013

Pick Szeged
- EHF-kupa-győztes (1): 2014

Spanyolország
- 2016-os férfi kézilabda-Európa-bajnokság döntős

## Külső hivatkozások
- Niko Mindegía a Pick Szeged honlapján